# Ammophila pubescens
Ammophila pubescens är en biart som beskrevs av Curtis 1836. Ammophila pubescens ingår i släktet Ammophila och familjen grävsteklar. Enligt den finländska rödlistan är arten sårbar i Finland. Arten är reproducerande i Sverige. Artens livsmiljö är sandstränder vid Östersjön. Inga underarter finns listade i Catalogue of Life.

## Bildgalleri

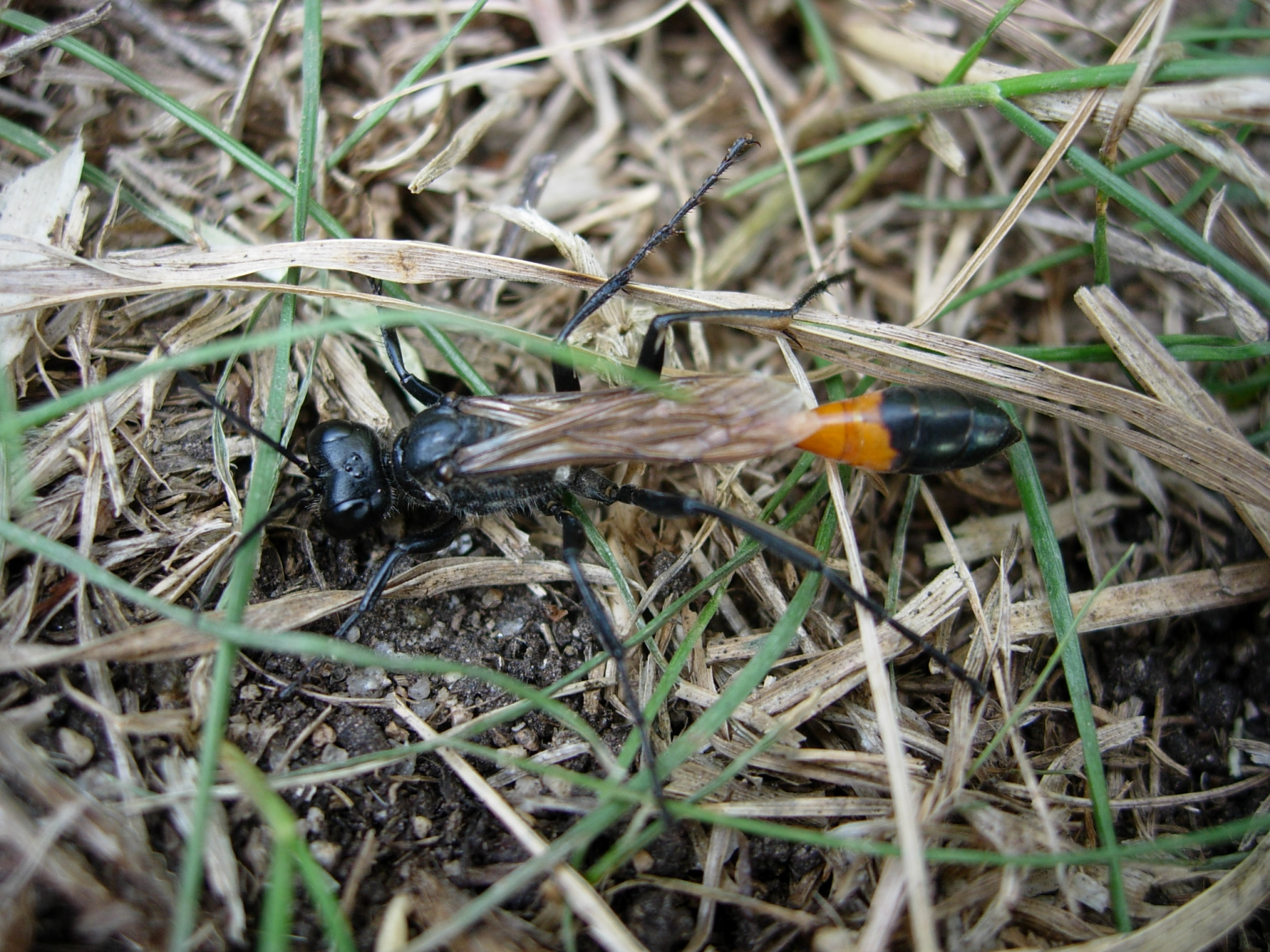